# Sant Iscle de Paüls de Flamisell
Sant Iscle de Paüls de Flamisell és una església de la Torre de Cabdella (Pallars Jussà) inclosa a l'Inventari del Patrimoni Arquitectònic de Catalunya.

## Descripció
Església d'una nau, de planta rectangular amb capelles i sagristia als laterals. La porta és a ponent, amb un senzill arc de mig punt, finestra per il·luminar el cor i campanar de secció quadrada cantoner a ponent. A les cantonades, sota l'arrebossat, s'observen uns carreus ben treballats d'època anterior. El campanar és posterior, amb quatre finestres i arcs de mig punt.

## Història
Sant Iscle i Santa Victòria són les dues advocacions del temple. L'església és sufragània de la de Mont-ros.